# Jhatka
La carne Jhatka es aquella en la que el animal ha sido muerto rápidamente sin sufrimiento por un único golpe de espada o hacha que le secciona la cabeza. Esto mata al animal inmediatamente, ya que la espina dorsal se corta en el proceso. Histórica y actualmente, los hindúes y los sikhs que comen carne (principalmente en el norte de la India) creen que la carne consumida debe ser jhatka y no consumen carne Halal/Dhabihah ni Kosher. También es la forma de realizar los sacrificios en los rituales hindúes.

## Contexto
La palabra Jhatka viene del hindi: jhatkā झटका,  literalmente muerto de un tajo y difiere de la carne kosher o halal, ya que en estos ritos, el animal se mata como parte de un ritual.